# Hydraena vandykei
Hydraena vandykei är en skalbaggsart som beskrevs av Armand D'Orchymont 1923. Hydraena vandykei ingår i släktet Hydraena och familjen vattenbrynsbaggar. Inga underarter finns listade i Catalogue of Life.